# Richard Eromoigbe
Richard Eromoigbe (Lagos, 26 juni 1984) is een Nigeriaanse voetballer (middenvelder) die sinds 2011 voor de Cypriothische eersteklasser Anorthosis Famagusta uitkomt. Voordien speelde hij onder meer voor Levski Sofia en FC Khimki. Met Levski Sofia werd hij in landskampioen in 2006 en in 2007 en won hij de beker in 2005 en in 2007.
Eromoigbe speelde in de periode 2007-2008 vier wedstrijden voor de Nigeriaanse nationale ploeg.

## Carrière
- 1996-2001: Lagos United (jeugd)
- 2001-2003: Tsjernomorets Boergas Sofia
- 2003-2008: Levski Sofia
- 2008-2009: FC Khimki
- 2009-2011: Warri Wolves FC
- 2011-heden: Anorthosis Famagusta